# West Cabin
Bei der West Cabin handelt es sich um eine Blockhütte im Davidson County im US-Bundesstaat Tennessee, die zwischen 1798 und 1800 vom späteren Präsidenten Andrew Jackson und seiner Frau Rachel errichtet wurde.

Fotografische Aufnahme der Hütte, nach 1933

Innenansicht des Südraums, mit Westfenster und Kamin

## Geschichte und Wahrnehmung
Sie wurde von Andrew und Rachel Jackson auf dem als The Hermitage bezeichneten Grund als zweistöckiges Gebäude aus horizontal gelagerten Baumstämmen errichtet. Dabei wurde nur das Holz des Tulpenbaums verwendet. Später wurde das Gebäude, nun als West Cabin bekannt, um ein Stockwerk reduziert. Nachdem das Herrenhaus, die Hermitage Mansion, zwischen 1819 und 1821 gebaut worden war, wurde aus der Hütte ein Quartier für einige der auf der Jackson-Plantage arbeitenden, schwarzen Sklaven.

Nordansicht

Südansicht

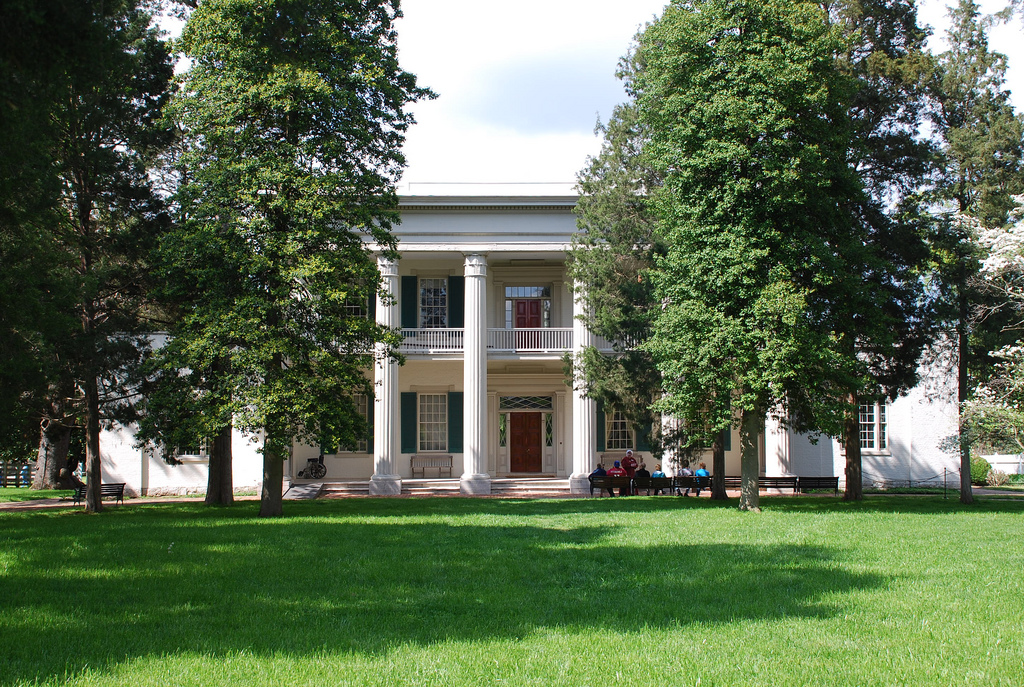
Das Herrenhaus The Hermitage

Der Verbindung der Blockhütte mit dem Präsidenten ist die Erhaltung des für das mittlere und östliche Tennessee einst typischen Gebäudes zu verdanken. Das Bild der Hütte sorgte zugleich dafür, dass man mit dem Präsidenten eine bescheidene, ländliche Herkunft verband. So wurden nach Jacksons Amtszeit Blockhütten zum Symbol der frühen Besiedlung, der Inanspruchnahme des Landes jenseits der Appalachen, aber auch der unbegrenzten Aufstiegsmöglichkeiten in der amerikanischen Gesellschaft und der Frontiermentalität. 
Das Herrenhaus war kaum mehr im Bewusstsein der Öffentlichkeit, denn der Ausdruck des Einfachen und Bescheidenen fügt sich nicht zur aufwändigen Arbeit des Haupthauses, aber genauso wenig zur Ausstattung des Hauses mit luxuriösen Gütern aus New Orleans und Philadelphia. Während seiner Präsidentschaft ließ Jackson 1831 das Herrenhaus vom Architekten David Morrison mit zwei Seitenflügeln und klassizistischen Säulenfassaden erweitern. 